# 僕と不良と校庭で
「僕と不良と校庭で」（ぼくとふりょうとこうていで）は、山崎まさよし通算16枚目のシングル。2003年10月22日発売。発売元はユニバーサルミュージック。

## 解説
- 6thアルバム『アトリエ』（2003年6月25日）からシングルカットされたナンバー。
- 日本テレコム「超える」キャンペーンソングに起用された。
- タイトルは、ポール・サイモンの楽曲の邦題「僕とフリオと校庭で」をもじったもの。
- ミュージック・ビデオが初回限定盤DVDに収められた。
- シングルA面コレクション『BLUE PERIOD』（2005年9月21日）には、メジャーデビュー曲「月明かりに照らされて」から当シングルまでが収録されている。実際のところ「月明かりに照らされて」から「僕と不良と校庭で」までの両A面を含む全17曲の演奏時間は80分以内に収まるので1枚形態のリリースも可能であった。「8月のクリスマス」のデモバージョンが急遽追加収録されたため、2枚組になっている。
- カップリング曲の「最後の海」も『アトリエ』収録曲。2005年9月24日、横浜赤レンガパークで開催された "YAMAZAKI MASAYOSHI in Augusta Camp 2005 10th Anniversary LIVE" でも歌われた（メドレーの中の1曲）。その模様はWOWOWで生中継されたが、DVDなど商品化はされていない。

## 収録曲
1. 僕と不良と校庭で　（4:08）
日本テレコム「超える」キャンペーンテーマソング
2. 最後の海　（3:50）
3. 僕と不良と校庭で（original karaoke）
4. 最後の海（original karaoke）

- 作詞・作曲・編曲: 山崎将義

## DVD収録曲メニュー
1. 僕と不良と校庭で　video clip & more...

## 収録作品
- 僕と不良と校庭で
  - アトリエ（6th アルバム）
  - BLUE PERIOD
- 最後の海
  - アトリエ